# Bourbon-l'Archambault
Bourbon-l'Archambault is een gemeente in het Franse departement Allier in de regio Auvergne-Rhône-Alpes. De plaats maakt deel uit van het arrondissement Moulins. Bourbon-l'Archambault telde op 1 januari 2022 2.542 inwoners.

## Geschiedenis
De naam van het dorp is mogelijk afgeleid van een Keltische godheid Borvo, die door de oude Galliërs als god van de geneeskrachtige bronnen werd aanbeden. In deze streek woonde ten tijde van Julius Caesar de Gallische stam Bituriges Cubii.
Het kasteel van Bourbon l'Archambault, dat de plaats nog steeds domineert, was sinds de tijd van de eerste heer d'Archambault (in het jaar 959) het centrum van een hertogdom Bourbon, en lag zowel aan de basis van het Huis Bourbon als van de oude provincie Bourbonnais. De plaats is sinds de 13e eeuw een kuuroord en heeft in het gebouw, dat Logis du Roy heet, een als geneeskrachtig beschouwde bron. Deze is nog steeds actief. Reeds in 1638 kwam de beroemde acteur Montdory er voor een kuur, en koning Lodewijk XIV van Frankrijk liet er in de late 17e eeuw vrouwelijke familieleden en vriendinnen regelmatig kuren.

## Geografie, verkeer
De oppervlakte van Bourbon-l'Archambault bedroeg op 1 januari 2022 54,84 vierkante kilometer; de bevolkingsdichtheid was toen 46,4 inwoners per km².
De dichtstbijzijnde steden zijn Moulins (23 km oostwaarts) en Montluçon (50 km zuidwestwaarts). Wie de route naar Montluçon volgt, bereikt na 37 km afrit 10 van de Franse autoroute A71. Deze afslag is de dichtstbijzijnde autosnelwegverbinding. Bourbon-l'Archambault is niet per trein bereikbaar; men dient te Moulins de streekbus met eindbestemming Lurcy-Lévis te nemen om per openbaar vervoer in het dorp te komen.
De onderstaande kaart toont de ligging van Bourbon-l'Archambault met de belangrijkste infrastructuur en aangrenzende gemeenten.

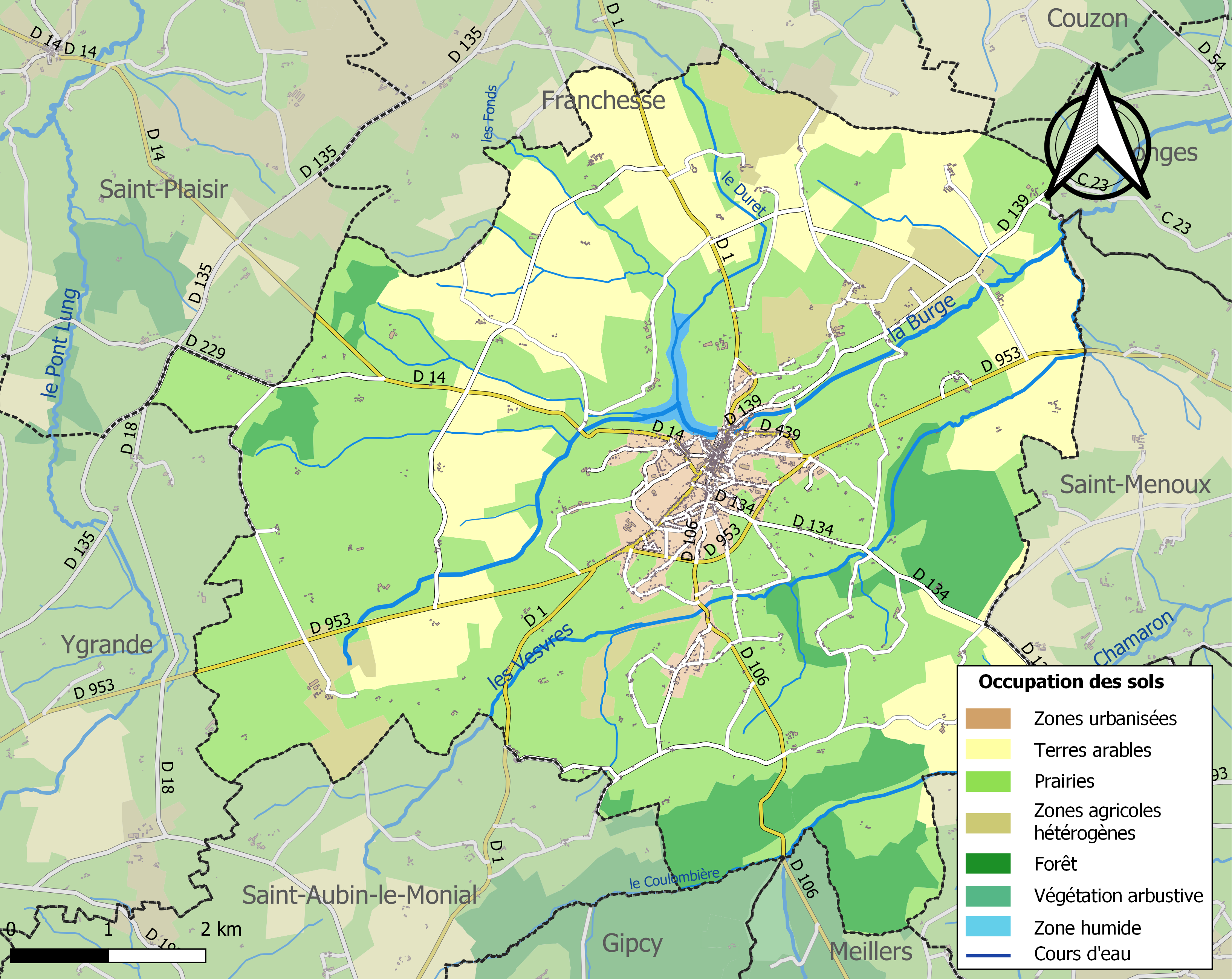

## Bezienswaardigheden
- Het kasteel van Bourbon l'Archambault, aan de oevers van een T-vormig meertje (étang) gelegen
- Hier dichtbij het oude gebouw Logis du Roy, waar zich de geneeskrachtige bron bevindt
- De oude, ronde duiventoren (pigeonnier)
- In het centrum van Bourbon l'Archambault staat een monumentale, in romaanse stijl gebouwde kerk. Ze is gewijd aan St. Georges. In het interieur valt een kapiteel op met een middeleeuwse muurschildering, die muzikanten voorstelt.
- De plaats bezit twee in de 19e eeuw gebouwde casino's. In één ervan is thans beneden het plaatselijk museum, en boven de bibliotheek gevestigd.

## Demografie
Onderstaande figuur toont het verloop van het inwonertal (bron: INSEE-tellingen).
Vanwege een beveiligingsprobleem met de MediaWiki Graph-software is het momenteel niet mogelijk deze grafiek weer te geven. Zodra de software is bijgewerkt zal de grafiek vanzelf weer zichtbaar worden.

## Wapen
Er worden van Bourbon-l'Archambault twee wapens gegeven, waarvan het links afgebeelde thans het officiële gemeentewapen is.

## Belangrijke personen in relatie tot Bourbon-l'Archambault
- Adhémar van Bourbon, overleden 953; stamvader van het Huis Bourbon, heeft wellicht een deel van zijn leven in Bourbon-l'Archambault doorgebracht.
- Jean du Casse (1646-1715), admiraal en slaventransporteur, overleden in Bourbon-l'Archambault.
- André Lichnerowicz, geboren 21 januari 1915 in Bourbon-l’Archambault, overleden 11 december 1998 in Parijs, Frans wis- en natuurkundige met Poolse voorouders, die zich vooral toelegde op de differentiaalmeetkunde. Hij was lid van de Académie des sciences.
- Madame de Montespan, maîtresse van Lodewijk XIV, overleed in 1707 in Bourbon-l'Archambault.
- Talleyrand bezocht vooral na 1800 vanuit zijn Kasteel van Valençay, ondanks de afstand van 200 km, Bourbon-l'Archambault vaak om te kuren, en veel van zijn bewaard gebleven correspondentie komt hiervandaan.
- Achille Allier (1807-1836), overleden te Bourbon-l'Archambault, dichter en historisch onderzoeker. Hem komt de verdienste toe dat het kasteel van Bourbon l'Archambault ten minste nog voor een deel bestaat.